# Robert O'Brien
Robert O'Brien (n. 11 aprilie 1908 - d. 10 februarie 1987) a fost un pilot de curse auto american care a evoluat în Campionatul Mondial de Formula 1 în sezonul 1952.